# Fighting and Entertainment Group
Fighting and Entertainment Group (FEG Inc.) – założona w 2003 roku japońska spółka działająca w branży sportowej. Swego czasu była jednym z czołowych promotorów sportów walki w Japonii i na świecie. Kierowała takimi organizacjami oraz markami jak: K-1 (K-1 World GP, K-1 MAX, K-1 Koshien), Hero’s, DREAM, Dynamite!!, WRESTLE-1. W 2011 roku, w związku z trawiącym ją poważnym kryzysem finansowym, zmuszona była pozbyć się większości swoich aktywów. W kwietniu 2012 roku prezydent FEG, Sadaharu Tanikawa potwierdził wielomilionowe długi spółki oraz formalnie zrzekł się stanowiska producenta K-1. W maju tokijski sąd orzekł o bankructwie spółki i ustanowił dla niej syndyka. Jej długi oceniane były wtedy na około 30 milionów dolarów.